# Dila wa Khushamand
Dila wa Khushamand (persiska: دیله و خوشامند), eller Wuluswali-ye Dila wa Khushamand (ولسوالی دیله و خوشامند), även kallat Dila (دیله), är ett distrikt (wuluswali) i östra Afghanistan, i provinsen Paktika. Administrativ huvudort är Dila.
Dila wa Khushamand beräknades år 2022 ha cirka 50 000 invånare.